# Compsobuthus boucheti
Espèce
Compsobuthus boucheti est une espèce de scorpions de la famille des Buthidae.

## Distribution
Cette espèce est endémique du Tchad. Elle se rencontre dans les monts Ennedi.

## Description
La femelle holotype mesure 31,9 mm.

## Étymologie
Cette espèce est nommée en l'honneur de Philippe Bouchet.

## Publication originale
- Lourenço, Duhem & Cloudsley-Thompson, 2012 : « Scorpions from Ennedi, Kapka and Tibesti, the mountains of Chad, with descriptions of nine new species (Scorpiones: Buthidae, Scorpionidae). » Arthropoda Selecta, vol. 21, no 4, p. 307-338 (texte intégral).